# Herbert Morrison
Herbert Stanley Morrison, el barón Morrison de Lambeth, CH, PC (Stockwell, Londres, 3 de enero de 1888-6 de marzo de 1965) fue un político laborista británico, que ocupó diversos cargos de responsabilidad en el Gabinete, como ministro del Interior, ministro de Asuntos Exteriores y vice primer ministro. Morrison con Clement Attlee y Ernest Bevin formó el triunvirato que dominó los gobiernos laboristas de 1945 a 1951. Fue diputado de Attlee y la mayoría espera que se convierta en el sucesor de Attlee. Sin embargo, Attlee le gustaba y aplazó dimitir hasta 1955, cuando Morrison era demasiado viejo. Morrison organizó la campaña electoral victoriosa de 1945, y el programa de nacionalización crítico que siguió. Desarrolló sus ideas sociales de su trabajo en la política local, y siempre hizo hincapié en la importancia de las obras públicas para combatir el desempleo.

## Algunas publicaciones
- Autobiography, 1960
- Socialisation and Transport, 1933
- Looking Ahead (discursos de guerra) 1933
- Parliamentary Government in Britain, 1949